# Claude Mandonnaud
Claude Mandonnaud est une nageuse française, née le 2 avril 1950 à Limoges.
Licenciée à l'ASPTT Limoges et entraînée par Lucien Maizeau puis par Héda Frost, Claude Mandonnaud est pour l'essentiel spécialiste de la nage libre et du 4 nages.

## Biographie
Alors qu'elle est âgée de 21 ans et en fin de carrière internationale, elle réalise pourtant sur l'année 1971 le meilleur temps des nageuses françaises dans cinq distances différentes, à savoir les 100, 200, 400 et 800 mètres nage libre et le 200 mètres quatre nages.
Elle assume, au terme de sa carrière de nageuse, des fonctions d'entraîneur national des juniors, puis de responsable du Pôle France Espoir au Cercle des nageurs de Marseille.
Elle reçoit les insignes de chevalier de l'ordre National du mérite des mains du général de Gaulle le 7 novembre 1966 à Paris au palais de l'Élysée, en compagnie du coureur cycliste Jacques Anquetil.
Un important chapitre lui est consacré dans le livre de Bernard Verret ''Champions du Limousin'' paru en novembre 2019 aux Éditions Mon Limousin à Limoges.

## Palmarès

### Jeux Olympiques
- Sélectionnée olympique en 1968 (6e sur 200 m nl en 2 min 14 s 9 et 7e au 4 x 100 m nl) et en 1972 (demi-finaliste sur 100 m nl)

### Championnats d'Europe
- Championne d'Europe du 400 m nage libre en 1966 à  Utrecht en 4 min 48 s 2
- Médaille de bronze sur 4 x 100 m nl aux Championnats d'Europe de 1974
- 7 fois finalistes en 1966, 1970 et 1974 aux Championnats d'Europe

### Championnats de France
- 50 titres et 9 médailles d'argent

### Records battus
- Détentrice du record d'Europe du 200 m nl (2 min 15 s 5 le 13 août 1966 à Mourenx et 2 min 12 s 4 le 3 août 1968 à Paris) et du 400 m nl (4 min 46 s 8 le 18 février 1967 à  Melbourne et 4 min 41 s 1 le 4 août 1968 à Paris)
- Détentrice du record de France à 29 reprises du 100 m, 200 m, 400 m, 800 m, 1500 m nage libre et 200 m 4 nages.

#### Détail des 50 titres de championne de France
- Championne de France d'hiver du 100 m de 1966 à 1968, puis de 1970 à 1972 (6)
- Championne de France d'été du 100 m en 1966, puis de 1968 à 1971 (5)
- Championne de France d'hiver du 200 m de 1966 à 1968, puis de 1970 à 1973 (7)
- Championne de France d'été du 200 m en 1966, puis de 1968 à 1974 (8)
- Championne de France d'hiver du 400 m de 1970 à 1972, puis en 1974 (4)
- Championne de France d'été du 400 m en 1966, de 1968 à 1972 et en 1974 (7)
- Championne de France d'hiver du 800 m en 1971 et 1972 (2)
- Championne de France d'été du 800 m en 1969, 1971 et 1974 (3)
- Championne de France d'hiver du 1500 m en 1966 et 1967 (2)
- Championne de France d'été du 1500 m en 1966 (1)
- Championne de France d'hiver du 200 m 4 nages de 1971 à 1973 (3)
- Championne de France d'été du 200 m 4 nages en 1970 et 1971 (2)

## Décoration
Le 13 juillet 2023, Claude Mandonnaud est nommée au grade de chevalier dans l'ordre national de la Légion d'honneur.